# Edges (musical)
Edges (a veces producid como Edges: A Song Cycle) es un musical por Pasek & Paul. Es un ciclo de canción  sobre mayoría de edad, crecimiento y autodiscubrimiento principalmente de unos 20 años. Su canción más famosa, “Be My Friend” (“Sea Mi Amigo”), ha llegado a ser conocida como el “Facebook Song” (Canción Facebook”).

## Historia
El musical fue escrito por Pasek & Paul en 2005 cuando estaban estudiantes universitarios de 19 años estudiando obras musicales en la Universidad de Míchigan. Ellos decidieron escribir su propia obra después de estar infeliz con sus papeles en las obras musicales en la escuela.
En 2006 el dúo ganó un Premio Jonathan Larson de $20,000, y fueron los más jóvenes ganar el premio, que fue establecido por la herencia del compositor de Rent, Jonathan Larson,  para incentivar a compositores, letristas, y dramaturgos en el principio de sus carreras.

## Producciones
Después de más que 30 producciones en universidades a lo largo de los Estados Unidos, la primera producción profesional ocurrió en el Capital Repertory Theatre en Albany, Nueva York en 2007 protagonizada por Colin Hanlon, Whitney Bashor, Farah Alvin y Steven Booth. Justin Paul fue director musical para la producción. El musical ha sido producido más que 100 veces en Norteamérica, Asia, Australia, Europa y África.
Una producción en 2008 en Toronto tenía la actuación de Sara Farb, Jordan Bell, Eric Craig y Gabi Epstein.
En 2010, James Anthony Productions en Sídney trajo Edges a Australia en el Parade Theatre en Kensington.
Una producción filipina estaba en cartel por tres semanas en julio de 2010 en la Universidad de Ateneo de Manila. El Ateneo Blue Repertory la puso en escena bajo la dirección de Mahar Mangahas.
Una producción no profesional estaba en cartel en el Landor Theatre, London, RU, del 31 de mayo al 5 de junio de 2011, la producción inaugural de la Notion Theatre Company, dirigido por Katherine Hare y con dirección musical de Leigh Thompson.
El estreno sudafricano ocurrió en junio de 2011, dirigido por Paul Griffiths con dirección musical de Garth Tavares. El reparto incluyó Roland Perold, Luella Holland, Shannyn Fourie y David Fick. La producción giró al National Arts Festival de Sudáfrica en Grahamstown en julio.
Edges se estrenó en Singapur en abril de 2013 en el Drama Centre. Derrick Chew, Director Artístico de Sightlines Productions, la puso en escena con dirección musical de Joel Nah. El reparto incluyó Benjamin Kheng, Mina Kaye, Kristy Griffin y Linden Furnell.
Edges se estrenó en París, Francia en junio de 2013, y fue presentado por American Musical Theatre Live. La producción fue dirigida por  Stéphane Ly-Cuong con dirección musical de John Florencio y dirección vocal de Miranda Crispin.
El estreno profesional en el RU ocurrió en el Tabard Theatre del 29 de julio al 30 de agosto de 2014 con la dirección de Adam Philpott y la coreografía de Lewis Butler.
Edges se estrenó en Houston en abril de 2016 con Frenetic Theatre. La producción fue producida por PMT Productions y fue protagonizada por Blair Carrizales, Danny Dyer, Scott Lupton y Chaney Moore, con la dirección de Travis Kirk Coombs y la dirección musical de Eduardo Guzmán.

## Números Musicales
- "Become"
- "Monticello"
- "Lying There"
- "I Hmm You"
- "Along the Way"
- "Pretty Sweet Day"
- "Perfect"
- "Coasting"
- "In Short"
- "Dispensable"
- "I Once Knew"
- "I've Gotta Run"
- "Part of a Painting"
- "Ready to Be Loved"
- "Like Breathing"

### Canciones Adicionales
- "Giant World"
- "Boy with Dreams"
- "Be My Friend"
- "Caitlyn and Haley"
- "Man of My Dreams"
- "One Reason"

Muestras de las canciones se encuentran en el sitio oficial de los compositores.